# Gwerful Mechain
Gwerful Mechain (circa 1460 – dopo il 1502) è stata una poetessa gallese, l'unica dell'epoca medievale di cui sia rimasto un corposo numero di scritti.

## Biografia
Si sa molto poco della sua vita; è noto che fosse figlia di tal Hywel Fychan, membro di una nobile famiglia di Llanfechain (Powys).

## Opere
Il suo lavoro, composto con una lunghezza tradizionale, è spesso una celebrazione di religione e sesso, talvolta nello stesso poema.
Probabilmente la parte più famosa del suo lavoro oggi è la sua poesia erotica, specialmente Cywydd y Cedor, un poema lodante la vulva. È un lavoro nel quale rimprovera i poeti maschi di celebrare troppe parti del corpo di una donna.
Partecipò attivamente alla cultura poetica del suo tempo e molti dei suoi lavori sono basati su conflitti, contese e dibattiti, con contemporanei come Dafydd Llwyd, Ieuan Dyfi e Llywelyn ap Gutun.